# Amblypodia narada
Amblypodia narada är en fjärilsart som beskrevs av Thomas Horsfield 1829. Amblypodia narada ingår i släktet Amblypodia och familjen juvelvingar. Inga underarter finns listade i Catalogue of Life.

## Bildgalleri

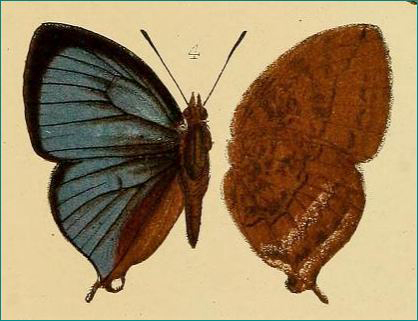
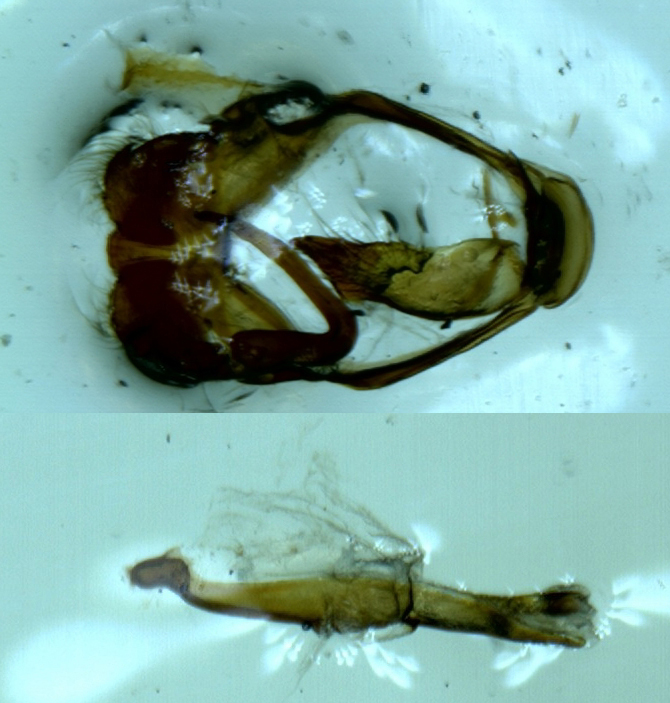
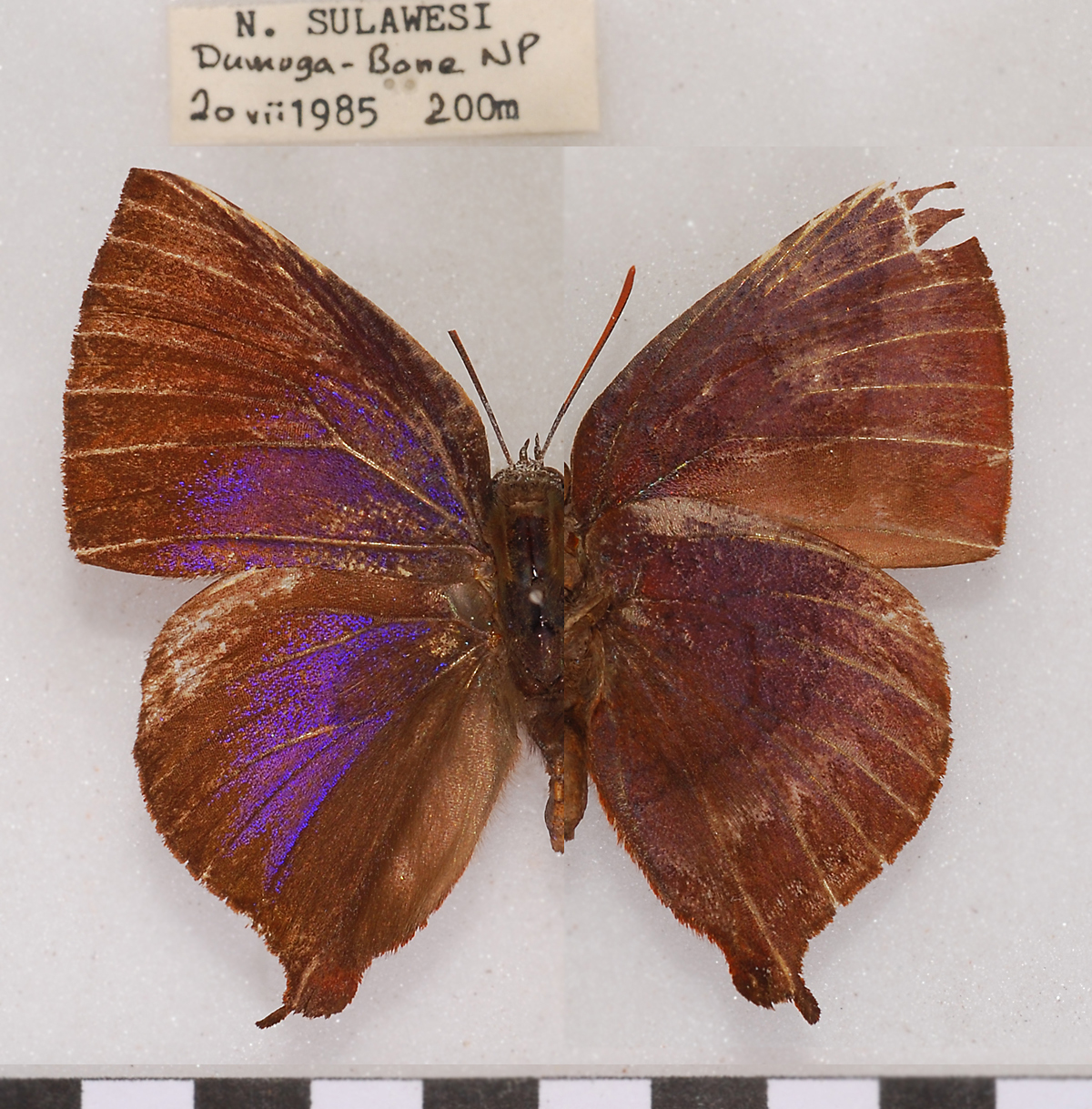
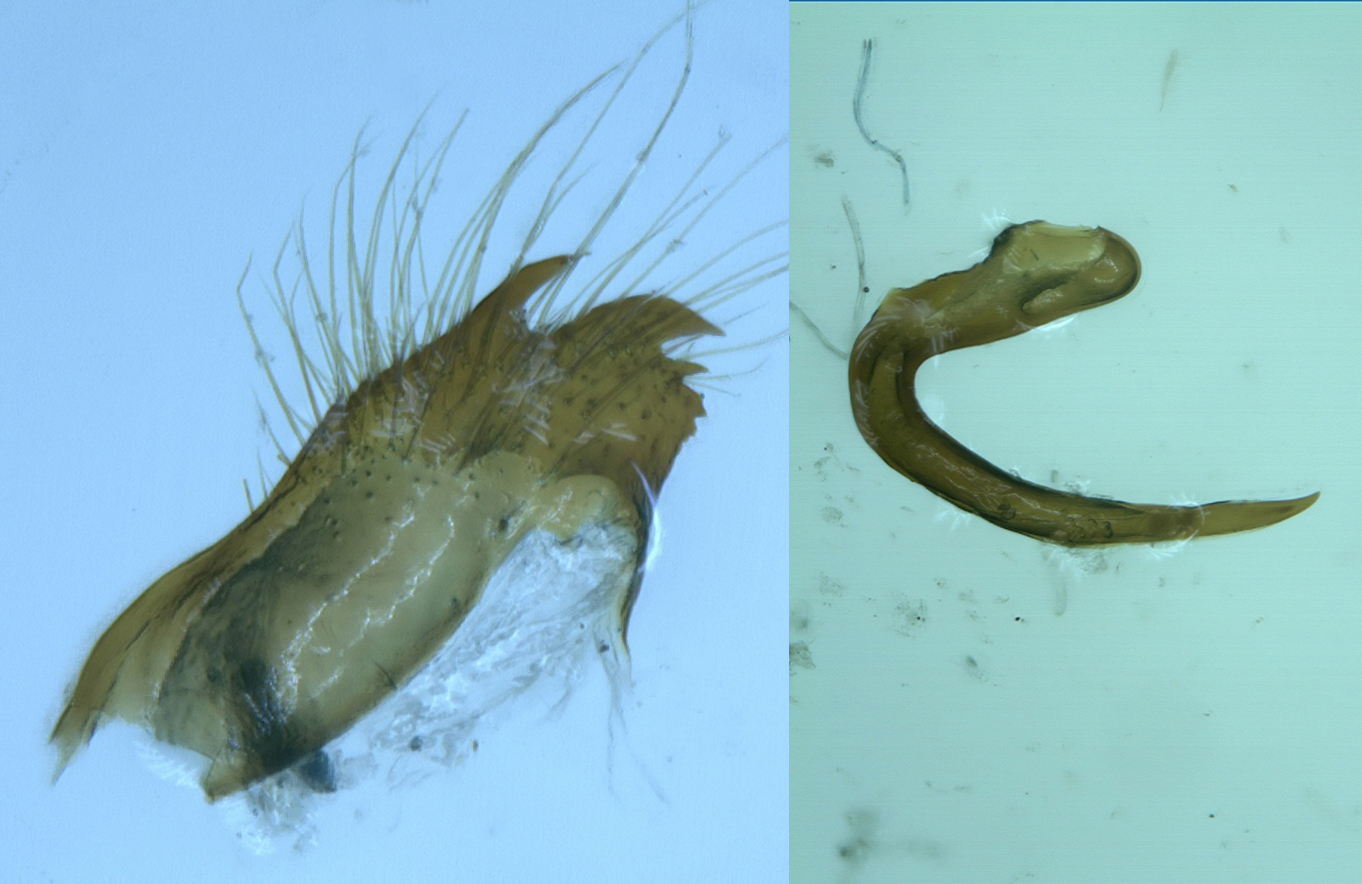
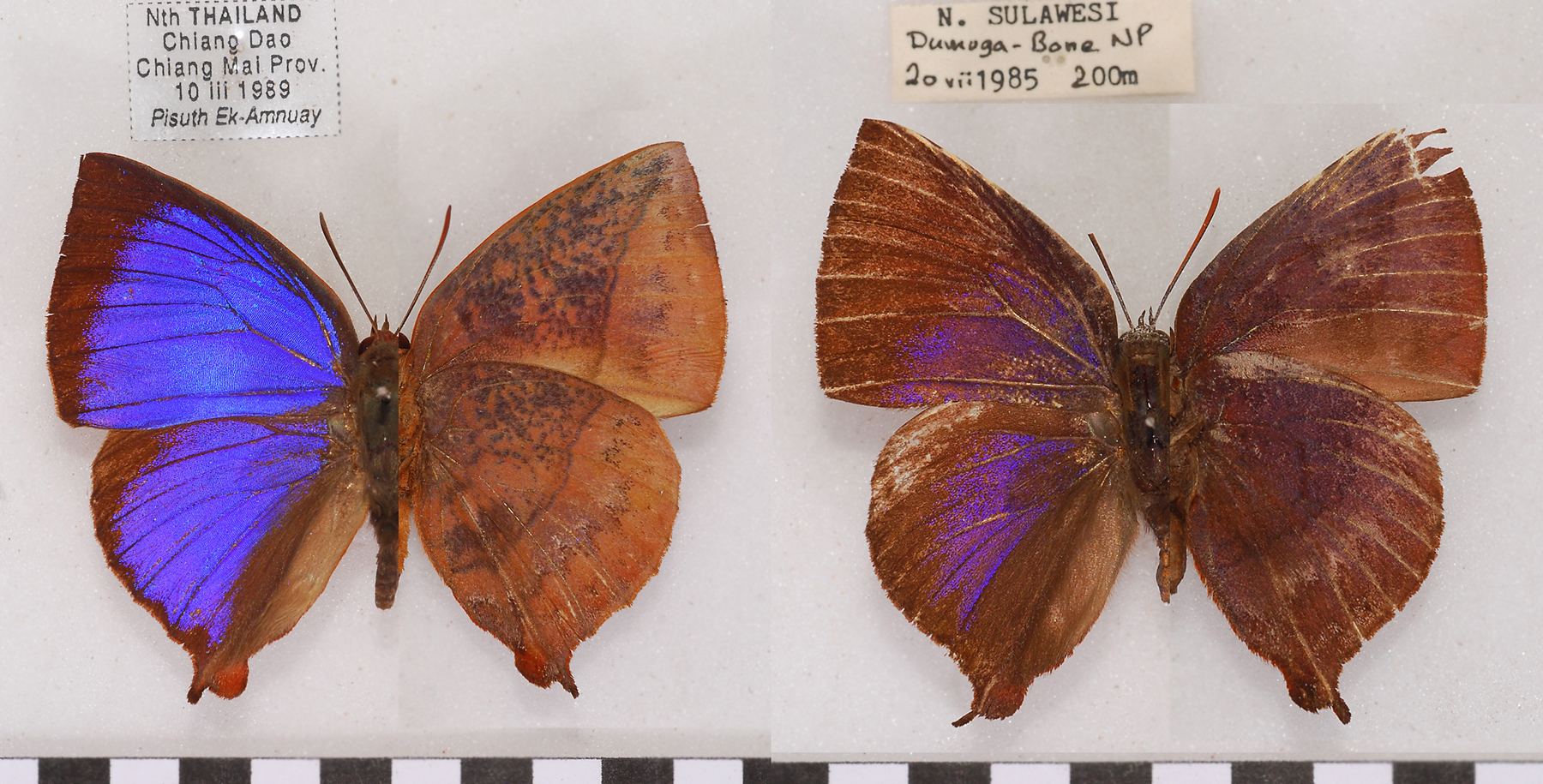
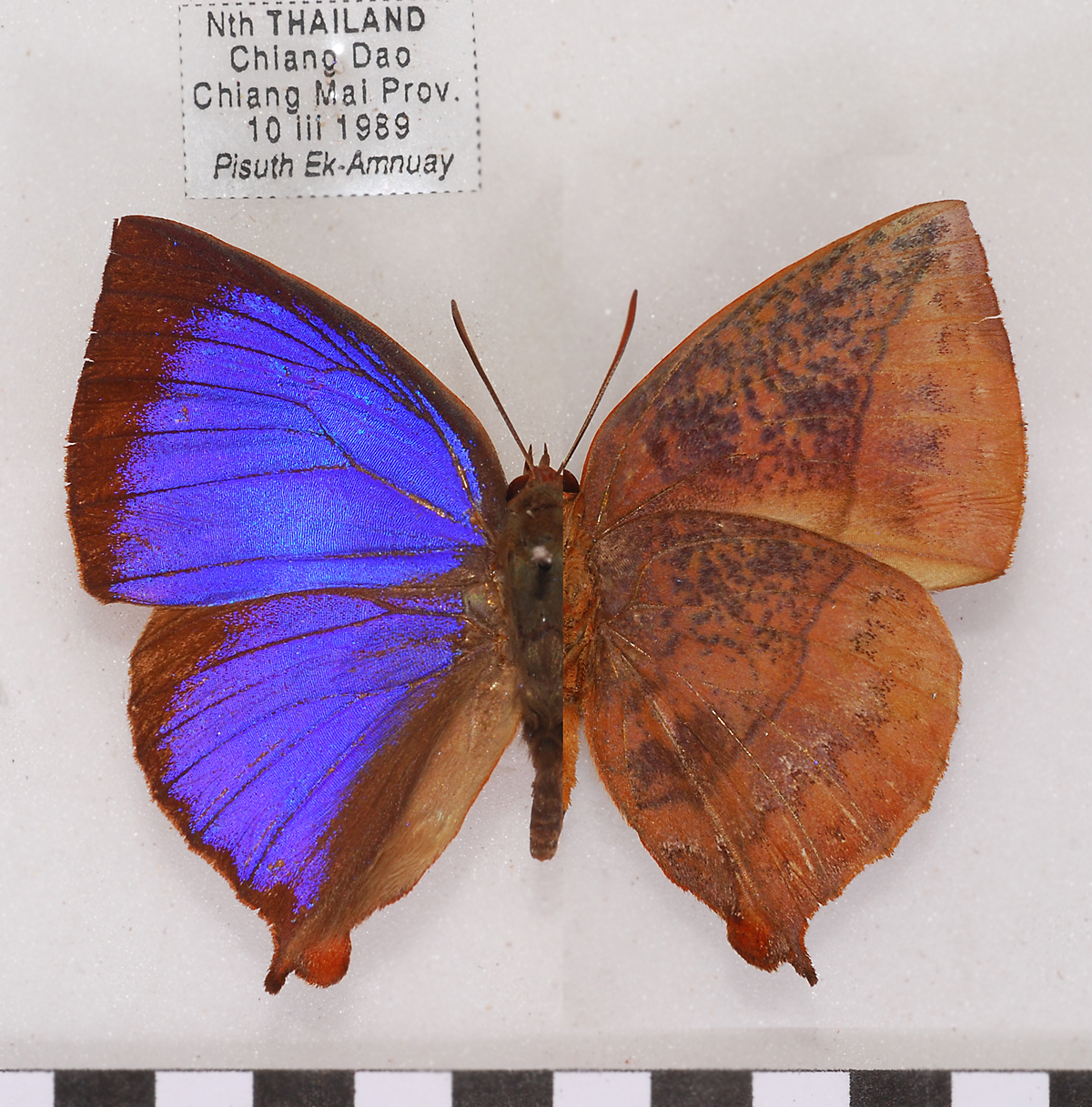